# Partia Radykalna (Francja)
Partia Radykalna (fr. Parti radical, PR lub PRV) – francuska centrowa, socjalliberalna partia polityczna. Zwana także od swojej paryskiej siedziby Parti radical „valoisien”.

## Historia
Ugrupowanie nurtu radykalnego powstało w 1901. W 1972 doszło do rozłamu między frakcjami dotąd funkcjonującej Partii Radykalnej, którą opuściła grupa opowiadająca się za współpracą z socjalistami i komunistami. Działalność pod nazwą PR kontynuowali zwolennicy współpracy z centrystami. Na jej czele stanął Jean-Jacques Servan-Schreiber. Partia w 1974 poparła kandydaturę Valéry’ego Giscarda d’Estainga w wyborach prezydenckich, a w 1978 wzięła udział w założeniu Unii na rzecz Demokracji Francuskiej, w ramach której działała do 2002, zachowując odrębność organizacyjną.
W wyborach do Zgromadzenia Narodowego z list UDF pomiędzy 1978 a 1997 radykałowie uzyskiwali z reguły kilka mandatów (od 2 do 7), jedynie w 1993 odnieśli większy sukces, wprowadzając do niższej izby parlamentu 14 posłów.
Przed wyborami prezydenckimi w 2002 Partia Radykalna opowiedziała się za kandydaturą ubiegającego się o reelekcję Jacques’a Chiraca. Po jego zwycięstwie podjęła decyzję o zerwaniu sojuszu z UDF i przyłączeniu się do Unii na rzecz Większości Prezydenckiej. W wyborach parlamentarnych w tym samym roku uzyskała 9 mandatów poselskich, w kolejnych latach zasiliła ją grupa znanych polityków, m.in. Serge Lepeltier i Jean-Louis Borloo.
Na kongresie przeprowadzonym w dniach 26–27 października 2002 PR podjęła decyzję o stowarzyszeniu się z Unią na rzecz Ruchu Ludowego (przy sprzeciwie wobec tej decyzji ze strony trzech byłych przewodniczących radykałów – Didiera Barianiego, Yves’a Gallanda i Thierry’ego Cornilleta).
W 2007 Partia Radykalna zaangażowała się w kampanię wyborczą Nicolasa Sarkozy’ego, po jego zwycięstwie Jean-Louis Borloo wszedł w skład rządu François Fillona. W tym samym roku kilkunastu przedstawicieli radykałów uzyskało mandaty do Zgromadzenia Narodowego. W 2009 z list UMP trzech jej kandydatów uzyskało mandaty europosłów (Véronique Mathieu, Tokia Saïfi i Dominique Riquet).
Kongres radykałów z 14–15 marca 2011 przegłosował większością 93% głosów decyzję o uniezależnieniu partii od UMP i o wystawieniu własnego kandydata (którym został Jean-Louis Borloo) w wyborach prezydenckich w 2012. W tym samym roku Partia Radykalna przystąpiła do organizowania nowej centroprawicowej koalicji politycznej pod nazwą Sojusz. Blok ten nie podjął szerszej wspólnej działalności, a jego członkowie ostatecznie poparli Nicolasa Sarkozy’ego. W wyborach do Zgromadzenia Narodowego w tym samym roku 12 jej kandydatów zostało wybranych do tej izby francuskiego parlamentu, z czego sześciu pod szyldem UMP, a sześciu pod szyldem radykałów (w większości z poparciem UMP). W 2012 partia przystąpiła do federacyjnej Unii Demokratów i Niezależnych, w 2017 wprowadziła kilkuosobową reprezentację do niższej izby parlamentu.
W grudniu 2017 Partia Radykalna połączyła się z Lewicową Partią Radykalną, tworząc wspólne ugrupowanie pod nazwą Ruch Radykalny, Społeczny i Liberalny. W lutym 2019 doszło jednak do reaktywowania PRG jako samodzielnego podmiotu. We wrześniu 2021 Laurent Hénart ogłosił, że jego ugrupowanie powróciło do nazwy Partia Radykalna. W tym samym roku radykałowie dołączyli do porozumienia Ensemble Citoyens zrzeszającego środowiska wspierające prezydenta Emmanuela Macrona. W 2022 uzyskali pięcioosobową reprezentację w Zgromadzeniu Narodowym, a w 2024 wprowadzili do tej izby dwóch swoich kandydatów.

## Przewodniczący Partii Radykalnej
- 1971–1975: Jean-Jacques Servan-Schreiber
- 1975–1977: Gabriel Péronnet
- 1977–1979: Jean-Jacques Servan-Schreiber
- 1979–1983: Didier Bariani
- 1983–1988: André Rossinot
- 1988–1993: Yves Galland
- 1993–1997: André Rossinot
- 1997–1999: Thierry Cornillet
- 1999–2003: François Loos
- 2003–2005: André Rossinot
- 2005–2007: Jean-Louis Borloo i André Rossinot jako współprzewodniczący
- 2007–2014: Jean-Louis Borloo
- 2014–2024: Laurent Hénart[10]
- od 2024: Nathalie Delattre[11]